# Pablo Jofré (poeta)
Pablo Jofré (Santiago, 18 de abril de 1974) es un poeta de origen chileno.

## Biografía
Es hijo de Josefa Estrella Jofré Rivera y Eduardo Olmos Fuenzalida.
Terminada la educación secundaria, viajó en 1992 por primera vez a Europa y durante un año visitó Alemania, Francia, España, Portugal y estudió inglés y alemán en Hildesheim.
De vuelta en Chile, estudió periodismo en la Universidad Diego Portales y en el magíster en Antropología Cultural de la Universidad de Chile que abandonó en 2002 para irse a Barcelona, donde asistió a cursos de teoría literaria y literatura comparada en la Universidad de Barcelona y del doctorado de periodismo y comunicación de la Universidad Autónoma de Barcelona. Además, en Barcelona estudió catalán, francés e inglés, y asistió a los talleres literarios de Leonardo Valencia y de Joan-Ignasi Elias. En el curso 2020-21 realizó un máster en Traducción Literaria con un TFM sobre la poesía gráfica de Brigitta Falkner y en el 2022-23 uno en Literatura Hispanoaméricana, ambos en la Universidad Complutense de Madrid.
En 2011 se le concedió la nacionalidad española por residencia y decidió emigrar a Berlín. 
Pablo Jofré está casado con Félix Rodríguez Martínez.

## Obra
Jofré es uno de los poetas latinoamericanos más internacionales de su generación, publicó su primer poema en la revista del colegio. En 2006 comienza a escribir en Barcelona su poemario Abecedario que es incluido en la antología de ganadores del Premio Lagar, Anda libre en el surco (Salc., La Serena 2009), bajo el seudónimo de Jofre Rueca. Abecedario es publicado luego en 2012 en la editorial española Siníndice con un texto de Sergio Gaspar y reeditado en 2016 por Marisol Vera en Cuarto Propio con preámbulo de Elvira Hernández y portada del ilustrador Lars Henkel. Viviendo en Alemania, Cristian Forte publica el poemario Usted en Milena Berlin, un audioleporello con piezas de música electroacústica del compositor Mario Peña y Lillo lanzado en 2013 en la Galería Balaguer de Barcelona como parte de la exposición colectiva I don't beleve in you but I beleve in Love curada por Paola Marugán. En 2015 poemas suyos fueron incluidos en la antología Tejedor en... Berlín (L.U.P.I., Sestao) editada por Ernesto Estrella y Jorge Locane. En 2017 Cuarto Propio publica Extranjería con prólogo de Diego Ramírez (Carnicería Punk) y portada de Carola del Río que fue lanzado en Chile con un tour del poeta en bibliotecas del Sistema Nacional de Bibliotecas Públicas de Arica, Valparaíso, Concepción, Temuco, Puerto Montt y Punta Arenas. En diciembre de 2019 se publica Berlín Manila (L.U.P.I/Zoográfico), un poemario que replica un viaje de Berlín a Manila: hasta Kuala Lumpur mayormente en tren, pasando por Polonia, Bielorrusia, Rusia, Mongolia, China, Vietnam, Camboya y Tailandia; y por aire de Malasia a Filipinas. Su poesía reunida, Entre tanta calle, es publicada por Luis Luna en Amargord (Madrid, 2020) –con prólogo de Julio Espinoza Guerra– y por Marisol Vera en Cuarto Propio (Santiago, 2024) con prólogo de Gian Pierre Codarlupo.
Abecedario fue traducido al griego por Constance Tagopoulos y Marta Dios con prólogo de Tagopoulos y portada de Artemis Alcalay (Gavrielides 2015); al alemán por Barbara Buxbaum y Johanna Menzinger con epílogo de José F.A. Oliver y portada de Ginés Olivares (Parasitenpresse 2017); al italiano Mauricio Fantoni Minella (Ladolfi Editore, 2017); al inglés por el poeta David Shook con prólogo de Will Alexander (Insert Blanc Press 2017) y al francés por Pierre Fankhauser (BSN Press 2019).
En diciembre de 2021, Adrian Kasnitz publica en Parasitenpresse (Colonia) Berlín Manila bajo el título de Berlin – Manila, traducido por Odile Kennel.
En 2023, Entre tanta calle es traducido y editado en inglés, francés, alemán y portugués, traducido Maria Alzira Brum Lemos.
Jofré participó en los festivales LEA de Atenas en 2015, en el George Town Literary Festival de Malasia (2015 y 2016), en el Festival Internazionale di Poesia de Génova en 2017 y en LIFEs, la bienal de literatura de Yakarta dedicada en 2017 a Latinoamérica. En 2020 participó del Festival Enclave en la Ciudad de México, dirigido por Rocío Cerón, en el 21. Poesiefestival Berlin y en el 2. Europäisches Literaturfestival Köln Kalk. En 2022, participó en el Festival Kerouac en Ciudad de México.
Junto al músico Andi Meissner (guitarra eléctrica) lideró entre 2012 y 2018 el dúo Jofre Meissner Project que en 2014 estrenó su performance La edad ligera en el festival Crossroads de Nueva York. Poemas de Extranjería y Abecedario fueron parte del repertorio habitual del dúo. Su poema LA EDAD LIGERA (en Extranjería) formó parte de la acción Bombing of poems (Casagrande-Southbank Center) sobre el Jubilee Gardens de Londres en 2012.
Jofré ha traducido poesía del inglés –David Shook y Bernice Chauly– y del alemán –Nora Gomringer, Adrian Kasnitz, Karla Reimert, Odile Kennel y Elfriede Jelinek–; y ha colaborado en la sección Madrid de El País, en el suplemento Cultura/s de La Vanguardia y en el diario Abc. 

## Distinciones
- Premio de Honor del Concurso Nacional de Poesía y Ensayo Gabriela Mistral, Premio Lagar (2009)[37] por Abecedario.
- Premio Ciudad de San Andrés de la Barca 2010 por el poema LA DANZA DE LA EXISTENCIA (en Extranjería).[38]
- Beca de Creación Literaria 2016 del Consejo Nacional de la Cultura y las Artes por Berlín Manila.
- Beca del Ministerio de las Culturas, las Artes y el Patrimonio (Chile) para el máster en Traducción Literaria de la Universidad Complutense de Madrid (2019-20).
- Beca de trabajo del Deutscher Übersetzerfonds (2020, 2021, 2022, 2023).
- Beca de Creación 2020, Sonderstipendium del Berliner Senat.
- Beca de Residencia de la Casa de Traductores Looren / Pro Helvetia (2017, 2019, 2021, 2023) y del Colegio Europeo de Traductores / Kunststiftung NRW (2018-2023).
- Beca del Ministerio de las Culturas, las Artes y el Patrimonio (Chile) para el máster en Literatura Hispanoamericana de la Universidad Complutense de Madrid (2022-23).